# Otra tocada más
Otra Tocada Más es el cuarto álbum de estudio de la banda de rock El Tri, lanzado al mercado por Warner Music Group en 1988.
En este disco aparecen canciones que muestran de nueva cuenta la vida del pueblo mexicano, de las cuales destacan «Caseta de cobro», «Seguro de vida», «El boogie del SIDA» y «Sara».
Después de la grabación de Otra tocada más, Mariano Soto abandonaría la banda y sería reemplazado por Pedro Martínez (ex de Tex Tex) con quien seguirían tocando.

## Lista de canciones
Todas las canciones fueron escritas por Álex Lora
1. «Otra tocada más» - 2:59
2. «Nocivo para la salud» - 2:56
3. «Gente ignorante» - 2:43
4. «Seguro de vida» - 3:26
5. «El maldito ritmo» - 3:02
6. «El boogie del SIDA» - 3:28
7. «Lágrimas en la lluvia» - 3:57
8. «Sara» - 3:42
9. «Caseta de cobro» - 4:07

## Formación
- Álex Lora - voz y guitarra
- Sergio Mancera - guitarra
- Rafael Salgado - armónica
- Arturo Labastida - saxofón
- Rubén Soriano - bajo
- Mariano Soto - batería
- Chela Lora - coros (en la canción «Sara»)